# Даниловский район (Волгоградская область)
Дани́ловский райо́н — административно-территориальная единица (район) и одноимённое муниципальное образование (муниципальный район) в Волгоградской области России.
Административный центр — рабочий посёлок Даниловка.

## География

### Географическое положение
Район расположен в северной части Волгоградской области.
Общая площадь района составляет 3 010 км² (2,67 % территории области).
На севере район граничит с Еланским и Руднянским районами; на востоке — Котовским; на юго—востоке — с Ольховским; на юге — с Фроловским; на западе — с городским округом «город Михайловка».
Границы Даниловского района установлены Законом Волгоградской области от 22 декабря 2004 года «Об установлении границ и наделении статусом Даниловского района и муниципальных образований в его составе» № 973-ОД.

### Полезные ископаемые
На территории района следующие полезные ископаемые:
- нефть — пять месторождений
- два нефтегазовых месторождения.
- месторождения каменных строительных материалов
- фосфориты

### Гидрография
По территории района с северо-востока на юго-запад протекает река Медведица. В долине реки имеются леса, луга, озёра.
Также на территории района берёт своё начало Бузулук.

### Почвы
Преобладают чернозёмы южные эродированные.

## История
Даниловский район учреждён Постановлением Президиума ВЦИК 23 июня 1928 года в составе Камышинского округа Нижне-Волжского края. С 1934 года в составе Сталинградского края, с 1936 года — Сталинградской (Волгоградской) области. 14 августа 1959 года к Даниловскому району был присоединён Комсомольский район.
В 1963 году район был упразднён, вновь образован 30 декабря 1966 года, в состав района вошла территория упразднённого Берёзовского района.
22 декабря 2004 года в соответствии с Законом Волгоградской области № 1058-ОД район наделён статусом муниципального района. В его составе образованы 12 муниципальных образований: 1 городское и 11 сельских поселений.

## Население
| 1939    | 1959    | 1970    | 1979    | 1989    | 2002    | 2005    | 2006    | 2007    |
| ------- | ------- | ------- | ------- | ------- | ------- | ------- | ------- | ------- |
| 16 130  | ↗17 789 | ↗25 614 | ↘22 217 | ↘20 859 | ↘19 348 | ↘17 830 | ↘17 511 | ↘17 276 |
| 2009    | 2010    | 2011    | 2012    | 2013    | 2014    | 2015    | 2016    | 2017    |
| ↘16 974 | ↘16 908 | ↘16 814 | ↘16 447 | ↘16 039 | ↘15 705 | ↘15 369 | ↘15 051 | ↘14 638 |
| 2018    | 2019    | 2020    | 2021    |         |         |         |         |         |
| ↘14 357 | ↘14 000 | ↘13 661 | ↘13 061 |         |         |         |         |         |

### Урбанизация
В городских условиях (пгт Даниловка) проживают 32.98 % населения района.

### Национальный состав
По итогам переписи населения 2020 года проживали следующие национальности (национальности менее 0,1 % и другое см. в сноске к строке «Другие»):
| Национальность | Численность, чел. | Доля     |
| -------------- | ----------------- | -------- |
| Русские        | 12 269            | 93,94 %  |
| Армяне         | 110               | 0,84 %   |
| Цыгане         | 98                | 0,75 %   |
| Азербайджанцы  | 63                | 0,48 %   |
| Чуваши         | 45                | 0,34 %   |
| Чеченцы        | 37                | 0,28 %   |
| Украинцы       | 36                | 0,28 %   |
| Немцы          | 34                | 0,26 %   |
| Казахи         | 31                | 0,24 %   |
| Татары         | 29                | 0,22 %   |
| Марийцы        | 19                | 0,15 %   |
| Молдаване      | 16                | 0,12 %   |
| Другие         | 274               | 2,10 %   |
| Итого          | 13 061            | 100,00 % |

## Муниципально-территориальное устройство
В Даниловском муниципальном районе выделяются 11 муниципальных образований, в том числе 1 городское поселение и 10 сельских поселений:
| №  | Муниципальное образование          | Административный центр    | Количество населённых пунктов | Население (чел.) | Площадь (км²) |
| -- | ---------------------------------- | ------------------------- | ----------------------------- | ---------------- | ------------- |
| 1  | Даниловское городское поселение    | рабочий посёлок Даниловка | 3                             | ↘4528            | 270.72        |
| 2  | Атамановское сельское поселение    | хутор Атамановка          | 4                             | ↘813             | 298.09        |
| 3  | Белопрудское сельское поселение    | посёлок Белые Пруды       | 5                             | ↘661             | 314.08        |
| 4  | Берёзовское сельское поселение     | станица Берёзовская       | 2                             | ↘1518            | 220.21        |
| 5  | Краснинское сельское поселение     | хутор Красный             | 2                             | ↘471             | 170.37        |
| 6  | Лобойковское сельское поселение    | село Лобойково            | 2                             | ↘729             | 178.61        |
| 7  | Ореховское сельское поселение      | село Орехово              | 3                             | ↗519             | 137.54        |
| 8  | Островское сельское поселение      | станица Островская        | 5                             | ↘1667            | 388.52        |
| 9  | Плотниковское сельское поселение   | хутор Плотников 1-й       | 3                             | ↘948             | 232.34        |
| 10 | Профсоюзнинское сельское поселение | посёлок Профсоюзник       | 4                             | ↘414             | 189.13        |
| 11 | Сергиевское сельское поселение     | станица Сергиевская       | 3                             | ↘1016            | 226.24        |

## Населённые пункты
В Даниловский район входят 36 населённых пунктов.
| №  | Населённый пункт  | Тип             | Население | Муниципальное образование          |
| -- | ----------------- | --------------- | --------- | ---------------------------------- |
| 1  | Атамановка        | хутор           | 601       | Атамановское сельское поселение    |
| 2  | Белые Пруды       | посёлок         | 551       | Белопрудское сельское поселение    |
| 3  | Берёзовская       | станица         | ↘1769     | Берёзовское сельское поселение     |
| 4  | Бобры             | хутор           | 226       | Плотниковское сельское поселение   |
| 5  | Величкин          | хутор           | 184       | Белопрудское сельское поселение    |
| 6  | Гончары           | хутор           | 146       | Даниловское городское поселение    |
| 7  | Горин             | хутор           | 110       | Сергиевское сельское поселение     |
| 8  | Грязнуха          | село            | 161       | Белопрудское сельское поселение    |
| 9  | Даниловка         | рабочий посёлок | ↘4308     | Даниловское городское поселение    |
| 10 | Дорожкин          | хутор           | 11        | Краснинское сельское поселение     |
| 11 | Заплавка          | село            | 181       | Плотниковское сельское поселение   |
| 12 | Заполянский       | хутор           | 170       | Сергиевское сельское поселение     |
| 13 | Каменночерновский | хутор           | 128       | Лобойковское сельское поселение    |
| 14 | Каменный          | хутор           | 168       | Островское сельское поселение      |
| 15 | Киевский          | хутор           | 2         | Профсоюзнинское сельское поселение |
| 16 | Красный           | хутор           | 590       | Краснинское сельское поселение     |
| 17 | Кувшинов          | хутор           | 131       | Атамановское сельское поселение    |
| 18 | Лобойково         | село            | 825       | Лобойковское сельское поселение    |
| 19 | Ловягин           | хутор           | 201       | Берёзовское сельское поселение     |
| 20 | Медведево         | село            | 3         | Ореховское сельское поселение      |
| 21 | Миусово           | село            | 187       | Даниловское городское поселение    |
| 22 | Олейниково        | село            | 0         | Белопрудское сельское поселение    |
| 23 | Орехово           | село            | 602       | Ореховское сельское поселение      |
| 24 | Островская        | станица         | 1689      | Островское сельское поселение      |
| 25 | Петруши           | хутор           | 147       | Атамановское сельское поселение    |
| 26 | Плотников 1-й     | хутор           | 809       | Плотниковское сельское поселение   |
| 27 | Попов             | хутор           | 113       | Островское сельское поселение      |
| 28 | Профсоюзник       | посёлок         | 490       | Профсоюзнинское сельское поселение |
| 29 | Прыдки            | хутор           | 30        | Ореховское сельское поселение      |
| 30 | Рогачи            | хутор           | 123       | Атамановское сельское поселение    |
| 31 | Семибратовский    | хутор           | 49        | Профсоюзнинское сельское поселение |
| 32 | Сергиевская       | станица         | 1052      | Сергиевское сельское поселение     |
| 33 | Тарасов           | хутор           | 34        | Островское сельское поселение      |
| 34 | Ушаки             | хутор           | 0         | Профсоюзнинское сельское поселение |
| 35 | Филин             | хутор           | 63        | Островское сельское поселение      |
| 36 | Чернореченский    | хутор           | 45        | Белопрудское сельское поселение    |

## Местное самоуправление
На основании Устава Даниловского муниципального района Волгоградской области и в соответствии с Законом Волгоградской области от 18 ноября 2005 г. № 1120-ОД «Об установлении наименований органов местного самоуправления в Волгоградской области», в Даниловском муниципальном районе установлена следующая система и наименования органов местного самоуправления:
Районный Совет народных депутатов
Численность — 22 депутатов
Председатели районного Совета
- Ушаков Алексей Петрович[37]
- Иордатий Анатолий Владимирович
- Малов Александр Анатольевич (с 2018г — по н.в)

Администрация муниципального района
Осуществляет свои полномочия по решению вопросов местного значения и полномочия для осуществления отдельных государственных полномочий, переданных органам местного самоуправления федеральными законами и законами Волгоградской области.
Главы администраци
- Шевяков Владимир Викторович
- Скачков Сергей Александрович
- Токарев Сергей Викторович
- Копытов Сергей Степанович (с 2018г- по н.в)

## Экономика
В районе зарегистрировано 166 организаций.
Осуществляют свою деятельность 24 предприятия малого бизнеса и 260 индивидуальных предпринимателя (408 рабочих или 17,6 % от общего числа работающих; 18 % объёма районного производства):
55 % — торговля и общественное питание
32 % — производство и переработка сельскохозяйственной продукции

### Трудовые ресурсы
Из всего населения района 49 % являются гражданами трудоспособного возраста, что составляет более 6 тысяч человек.

### Сельское хозяйство
Ведущей отраслью является агропромышленный комплекс.
В районе выращивают следующие сельскохозяйственные культуры:
- пшеница
- рожь
- ячмень
- кукуруза
- овёс
- гречиха
- просо
- подсолнечник

Отрасли животноводства:
- скотоводство

Среди ведущих сельскохозяйственных производителей можно выделить:
- ООО «Волгоградская АгроПромышленная Компания»
- ООО «Медведь»
- ИП Глава КФХ Клейменов С. И.

Во владении этих трех хозяйств сосредоточено более 84 тысяч га пашни.
Кроме этого, имеются мелкие сельхозпроизводители:
- 68 крестьянских (фермерских) хозяйств (46,4 тыс. га пашни)
- 8 мелких СПК, ООО, подсобных хозяйств (21,6 тыс. га пашни)

КФХ приносят 35,6 % всех налогов.

### Промышленность
В районе промышленность отсутствует.

### Торговля
Организации торговли в Даниловском районе:
- 131 магазин
- 6 сетевых магазина самообслуживания
- МУП «Даниловский рынок» на 179 мест
- 7 универсальных еженедельных ярмарок (действуют в семи сельских поселениях)

## Транспорт

### Автомобильные дороги
В районе протяжённость автомобильных дорог превышает 4,3 тысячи км. Из них с твёрдым покрытием — 295 км (менее 7 %).

### Автобусный транспорт
Автобусное сообщение в Даниловском районе представлено частным перевозчиком ИП Обмачевский А. Н.
Маршруты:
- Белые Пруды — Волгоград
- Даниловка — Волгоград
- Даниловка — Камышин (через г. Михайловка)

## Жилищно-коммунальное хозяйство
Благоустроенность жилищного фонда района:
- водопровод — 100 %

система центрального водоснабжения имеется во всех населённых пунктах
- центральное отопление — 96 %

29 котельных (из них на газе — 24)
- газ — 100 %

Общая протяжённость инженерных сетей 132 км.

## Здравоохранение
Учреждения здравоохранения:
- ГБУЗ Даниловская ЦРБ
- 19 фельдшерско—акушерских пункта
- центр социального обслуживания пенсионеров
- службы срочной помощи
- службы социальной помощи на дому

## Образование
Учреждения образования:
- 4 муниципальных детских садов
- школы:
  - 1 начальная
  - 1 основная
  - 9 средних общеобразовательных
  - музыкальная школа

## Культура
Учреждения культуры:
- 19 клубных учреждений
- 11 библиотек
- музей

## Известные люди
- Бондаренко, Павел Васильевич (1894 — после 1984) — советский военный деятель, полковник (1940 год).
- Зуев, Георгий Тихонович (1902—1971) — советский военный деятель, генерал-майор (1945 год).
- Недорубов, Константин Иосифович — гвардии лейтенант. Герой Советского Союза. Полный Георгиевский кавалер